# (6721) Minamiawaji
(6721) Minamiawaji  es un asteroide perteneciente al cinturón de asteroides, descubierto el 10 de noviembre de 1990 por Takeshi Urata desde el Observatorio de Nihondaira, en Japón.

## Designación y nombre
Minamiawaji se designó inicialmente como 1990 VY6.
Nombrado  por Minamiawaji, una pequeña ciudad ubicada en el sur de la isla Awaji, Japón.

## Características orbitales
Minamiawaji orbita a una distancia media del Sol de 2,929 ua, pudiendo acercarse hasta 2,304 ua y alejarse hasta 3,553 ua. Tiene una excentricidad de 0,213 y una inclinación orbital de 16,998° grados. Emplea en completar una órbita alrededor del Sol 1830,51 días.

## Características físicas
Su magnitud absoluta es 12,88. Tiene 14,929 km de diámetro. Su albedo se estima en 0,087.